# اندیس هفتکل (چمن لاله)
هفتکل(چمن لاله) یک اندیس مصالح ساختمانی است که در حوالی شهر مسجد سلیمان استان خوزستان قرار دارد و مادهٔ معدنی موجود در آن، مارن است. و دیرینگی آن به دوران نئوژن می‌رسد. 